# Asemblea Popular Galega
La Asemblea Popular Galega (APG) va ser una organització política creada el 10 d'octubre de 1976 per un grup escindit de l'Asemblea Nacional-Popular Galega per considerar a aquesta última propera a Unión do Povo Galego. Els seus líders eren Xan López Facal, César Portela, Carlos Vázquez i Mario López Rico i va celebrar el seu primer Congrés al desembre de 1976. L'APG donava suport al Partit Socialista Gallec i en formaven part un sector escindit de les Comisións Labregas denominat Comisións Labregas Terra i els Comités de Traballadores Galegos. Va participar en l'engegada de la revista Teima (1976-1977). L'APG va deixar d'existir el 4 de desembre de 1977; aquest mateix any part de la seva militància va col·laborar en la fundació del Partido Obreiro Galego (POG).